# Krejnice
Krejnice là một làng thuộc huyện Strakonice, vùng Jihočeský, Cộng hòa Séc.